# 立正大学短期大学部
立正大学短期大学部（日语：／ Risshō Daigaku Tanki Daigakubu *）是过去一所位于日本埼玉县熊谷市的私立短期大学。

## 概要

### 简介
- 短期大学为于1950年开办[1]、由学校法人立正大学学园经营、来教育的基础是日莲宗。招生到1997年、停办于2001年[2]。

### 历史
- 1950年 立正大学短期大学部成立于东京都品川区。并同时设置三个学科、以下列举。
  - 宗教科第二部[注 3]
  - 社会科第二部
  - 商经科第二部
- 1970年 校园迁址至埼玉县熊谷市从东京都品川区。
- 1983年 学科体制变更为、以下列举。
  - 社会科→社会福利科、分离为两个专攻、以下列举。
    - 第一部[注 2]
    - 第二部[注 2]

  - 商经科
    - 第一部
    - 第二部

  - 幼儿教育学科[注 2]
    - 第一部[注 2]
    - 第二部[注 4]
- 1997年 最后一年招生、次年停止招生（正式停办于2001年5月29日[2]）

## 学校环境
- 校区：在了埼玉县熊谷市[注 1]

## 组织

### 学科
- 商经科
  - 第一部
  - 第二部

### 前学科
| - 社会福利科 - 第一部 - 第二部 - 宗教科第二部 - 幼儿教育学科 - 第一部 - 第二部 |

### 专科
| - 没有 |

### 业余课程
| - 没有 |

## 相关链接
- 日本短期大学列表